# موج (آلبوم مهستی)
آلبوم موج نخستین آلبوم مستقل با صدای مهستی، یک آلبوم استودیویی است که در سال ۱۹۸۳ میلادی (۱۳۶۲ خورشیدی) توسط شرکت موسیقی آواز (به انگلیسی OF-OZ Music) روی نوار کاست در آمریکا منتشر شد. این آلبوم ۱۰ سال بعد، در سال ۱۹۹۳  (۱۳۷۲ شمسی) با لیبل کلتکس رکوردز و با نام موج، مهستی ۵ بر روی سی‌دی به شماره 2238CD بازنشر شد.

## فهرست ترانه‌ها
در آلبوم موج، شش ترانه منتشر شده است. مشخصات ترانه‌ها بر اساس توضیحات روی جلد کاست به شرح زیر است. نام تنظیم کنندگان ترانه‌ها در توضیحات پشت جلد درج نشده اند.
| روی نوار    | شماره | نام ترانه          | ترانه‌سرا             | آهنگساز    | تنظیم‌کننده    | طول مدت (دقیقه) |
| ----------- | ----- | ------------------ | -------------------- | ---------- | ------------- | --------------- |
| روی اول (A) | ۱     | موج                | ایرج طاهری           | ایرج طاهری | ایرج طاهری    | ۸:۱۳            |
| روی اول (A) | ۲     | نو رسیده           | رحیم معینی کرمانشاهی | عماد رام   | عماد رام      | ۵:۵۰            |
| روی اول (A) | ۳     | دنبال چه می‌گردی    | ایرج طاهری           | ایرج طاهری | ایرج طاهری    | ۶:۲۷            |
| روی دوم (B) | ۱     | کاش                | ایرج طاهری           | ایرج طاهری | ایرج طاهری    | ۷:۲۳            |
| روی دوم (B) | ۲     | کمی با من مدارا کن | شهیار قنبری          | بابک افشار | منوچهر چشم‌آذر | ۶:۰۶            |
| روی دوم (B) | ۳     | ساکت و سردی چرا    | تورج نگهبان          | بابک افشار | واروژان       | ۵:۵۲            |

## توضیحات ترانه‌های آلبوم
- در بازنشر آلبوم بر روی سی‌دی، ترتیب ترانه‌های ۵ و ۶ جابجا است و موزیک بی‌کلام «نورسیده» نیز اضافه شده است.

### موج
- ایرج طاهری مبدع سازی بنام نای است که در ابتدای قطعه موج توسط خود آهنگساز نواخته می‌شود. در نسخه ویدیویی این ترانه، تصویری از ایرج طاهری در حال نواختن این ساز دیده می‌شود.

### ‌‌نو رسیده
- ترانه‌ی نورسیده، ابتدا در دهه‌ی ۱۳۴۰ با نام «عشق نو رسیده» و با صدای عماد رام اجرا شده است.‌

### کمی با من مدارا کن
- این ترانه ابتدا در سال ۱۳۵۶  با صدای هلن و در شوی زنگوله‌ها اجرا شد.
- اجرای مهستی ، اولین اجرای رسمی و دومین اجرای این ترانه است. این ترانه بعدها در سال ۱۳۷۲ در آلبومی به همین نام توسط شکیلا و بازتنظیم زاره کشیشیان بازخوانی شده است[۴].

### ساکت و سردی چرا
- این ترانه در سال ۱۳۵۰ با صدای رامش به صورت تمرینی و به صورت رسمی با عنوان «بگو» با صدای گوگوش اجرا شده است[۳] و در سال ۱۳۵۲ بر روی صفحه منتشر شده است[۵].
- بر اساس توضیح منتشر شده در صفحه رسمی بابک افشار در تاریخ ۱۳ آگوست ۲۰۱۸ در تلگرام، "هر دو اجرای این اثر توسط زنده یاد مهستی و گوگوش حدود چهل و چهار سال قبل در ایران صورت گرفته است".
- به گفته‌ی بابک افشار، نوار بی‌کلام ترانه برای بازخوانی در اختیار مهستی قرار گرفته است.

## دیگر مشخصات آلبوم

### نسخه اولیه روی کاست
- تهیه و ضبط: کمپانی موسیقی آواز -لوس آنجلس
- پخش: شرکت آواز (OF-OZ Music) ((ASCAP[۶])

### نسخه بازنشر شده روی سی دی
- عنوان: موج، مهستی ۵
- تهیه کننده: فرخ آهی
- تهیه کننده اجرایی: مهرداد باکروان
- تبلیغات: علیرضا امیرقاسمی
- عکاسی روی جلد و طراحی سی دی: بهزاد
- کپی رایت شرکت کلتکس رکوردز (Caltex Records, 1993)
- ناشر: شرکت آسان موزیک (AASAN MUSIC CO., 1993 - ASCAP) [توضیح پشت جلد]
- ناشر: شرکت موسیقی آواز (OF-OZ music - ASCAP) [توضیح روی سی‌ دی]